# Mandevilla martiana
Mandevilla martiana är en oleanderväxtart som först beskrevs av Stadelm., och fick sitt nu gällande namn av R. E. Woodson. Mandevilla martiana ingår i släktet Mandevilla och familjen oleanderväxter. Inga underarter finns listade i Catalogue of Life.